# دانييل سيولوند

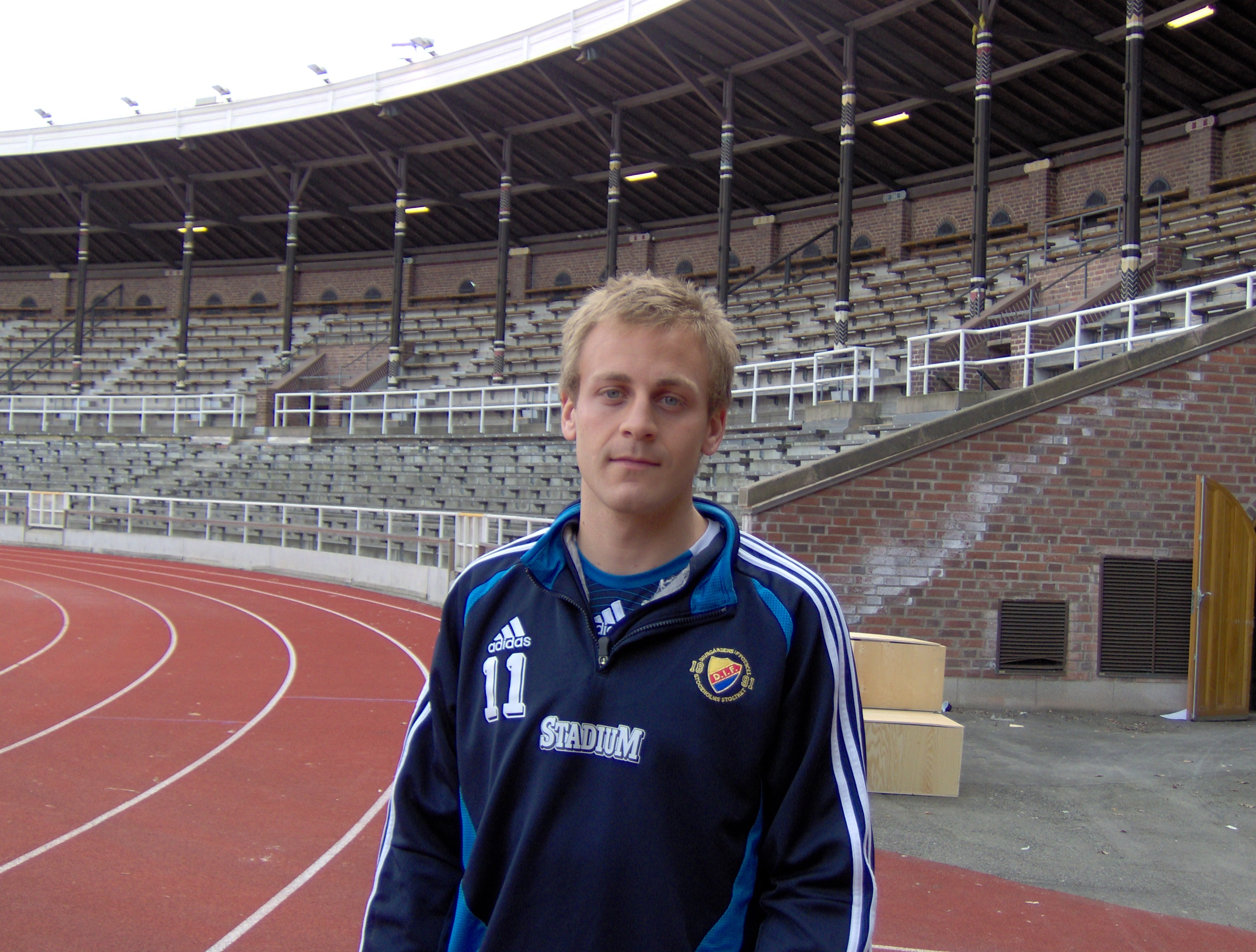

هنريك دانييل سيولوند (بالفنلندية: Daniel Sjölund)‏ (مواليد 22 أبريل 1983 في فينستروم) لاعب كرة قدم فنلندي دولي يجيد اللعب في خط الهجوم . يلعب حاليا لصالح نادي يورغاردن السويدي منذ 2003 .

## روابط خارجية
- دانييل سيولوند على موقع الاتحاد الدولي (مؤرشف)  (الإنجليزية)
- دانييل سيولوند على موقع الاتحاد الأوربي (الإنجليزية)
- دانييل سيولوند على موقع قاعدة بيانات كرة القدم.إي يو (الإنجليزية)
- دانييل سيولوند على موقع ناشيونال فوتبول تيمز (الإنجليزية)
- دانييل سيولوند على موقع Soccerway.com (الإنجليزية)
- دانييل سيولوند على موقع عالم كرة القدم.نت (الإنجليزية)